# Eleições parlamentares europeias de 1979 (Dinamarca)
As eleições parlamentares europeias de 1979 na Dinamarca e na Gronelândia, realizadas a 7 de Junho, serviram para eleger os 16 deputados do país para o Parlamento Europeu.

## Resultados Nacionais

### Dinamarca
| Partido                 | Partido                        | Votos     | %               | Deputados |
| ----------------------- | ------------------------------ | --------- | --------------- | --------- |
|                         | Partido Social-Democrata       | 382 487   | 21,80 / 100,00  | 3 / 15    |
|                         | Movimento Popular contra a CEE | 365 760   | 20,85 / 100,00  | 4 / 15    |
|                         | Partido Liberal                | 252 767   | 14,41 / 100,00  | 3 / 15    |
|                         | Partido Popular Conservador    | 245 309   | 13,98 / 100,00  | 2 / 15    |
|                         | Democratas de Centro           | 107 790   | 6,14 / 100,00   | 1 / 15    |
|                         | Partido do Progresso           | 100 702   | 5,74 / 100,00   | 1 / 15    |
|                         | Partido Popular Socialista     | 81 991    | 4,67 / 100,00   | 1 / 15    |
|                         | Reformistas Dinamarqueses      | 60 954    | 3,47 / 100,00   | 0 / 15    |
|                         | Socialistas de Esquerda        | 59 379    | 3,38 / 100,00   | 0 / 15    |
|                         | Partido Social-Liberal         | 56 944    | 3,25 / 100,00   | 0 / 15    |
|                         | Partido Popular Cristão        | 30 985    | 1,77 / 100,00   | 0 / 15    |
| Votos Inválidos         | Votos Inválidos                | 37 057    | 2,07 / 100,00   |           |
| Total                   | Total                          | 1 791 268 | 100,00 / 100,00 | 15 / 15   |
| Eleitorado/Participação | Eleitorado/Participação        | 3 754 423 | 47,71 / 100,00  |           |

### Gronelândia
| Partido                 | Partido                 | Votos  | %               | Deputados |
| ----------------------- | ----------------------- | ------ | --------------- | --------- |
|                         | Avante                  | 5 118  | 55,30 / 100,00  | 1 / 1     |
|                         | Partido Unionista       | 4 142  | 44,70 / 100,00  | 0 / 1     |
| Votos Inválidos         | Votos Inválidos         | 512    | 5,20 / 100,00   |           |
| Total                   | Total                   | 9 772  | 100,00 / 100,00 | 1 / 1     |
| Eleitorado/Participação | Eleitorado/Participação | 29 188 | 33,50 / 100,00  |           |